# Fascellina inconspicua
Fascellina inconspicua là một loài bướm đêm trong họ Geometridae.